# Оксана Керч
Ярослава-Оксана Гаращак, у шлюбі Куліш, відома як Оксана Керч (24 жовтня 1911, Переворськ — 13 березня 1991, Філадельфія) — українська письменниця, публіцистка і громадська діячка.

## Життєпис
Народилась 24 жовтня 1911 р. у Переворську (Галичина). Закінчила гімназію товариства «Рідна школа» у Львові, навчалася у Львівському університеті. Літературну і журналістську діяльність розпочала в 1930-х рр. у львівському щоденнику «Українські Вісти», часописах «Нова хата», «Жіноча доля». 
У роки Другої світової війни емігрувала до Австрії, потім Аргентини, мешкала в Буенос-Айресі, з 1959 р. — у Філадельфії (США). Друкувалася в українській пресі США, Аргентини, Англії, Канади, брала активну участь у діяльності Союзу українок Америки.
Була одружена з Володимиром Кулішем.
Померла 13 березня 1991 року у Філадельфії, похована на українському католицькому цвинтарі Фокс Чейз.

## Творчість
Авторка повістей «Альбатроси» (1957), «Наречений» (1965), роману «Такий довгий рік» (1971), сатиричних творів «Будинок культури» (1963).
Окремі видання:
- Керч О. Альбатроси: [Архівовано 4 липня 2014 у Wayback Machine.] Роман. –Буенос-Айрес: Вид-во Ю. Середяка, 1957. — 310 с.
- Керч О. Василь Стус і нагорода Нобеля // Америка. — 1985. –17 грудня. — С. 2.
- Керч О. Наречений [Архівовано 4 березня 2016 у Wayback Machine.]. — Торонто: Гомін України, 1965. — 279 с.
- Керч О. Один день з тобою //Естафета. Збірник АДУК. — Нью-Йорк — Торонто, 1974. — Ч. 2. [Архівовано 19 грудня 2019 у Wayback Machine.] — С. 152—157.
- Керч О. Такий довгий рік [Архівовано 4 березня 2016 у Wayback Machine.]. — Торонто: Гомін України, 1971. — 304 с.